# Капуста білоголова
Капу́ста білоголо́ва (Brassica oleracea var. capitata) — дворічна рослина родини хрестоцвітних (або капустяних).

## Назва
Праслов'янське *kapusta походить, ймовірно, від дав.-в.-нім. kumpost («квашена капуста») — від сер.-лат. compos(i)ta («суміш»). Наявність «а» замість «у» (< *ǫ < um) у першому складі пояснюють по-різному: впливом лат. caputium («головка капусти»), утвореного від caput — «голова», або дав.-в.-нім. chapuʒ (від середньолатинського caputium), але питання залишається нерозв'язаним, оскільки всі гіпотези не в стані пояснити всіх фонетичних змін.

## Із історії та міфології
Качанна (в Україні відома як білоголова) капуста була виведена в Стародавній Греції, де її називали «крамбе» (грец. κράμβη).
Згідно з міфами бог виноробства Діоніс вирішив покарати фракійського царя за те, що він зламав виноградну лозу. Царя прив'язали до дерева та призначили кілька десятків ударів палицею. Цар не витримав приниження та заплакав. Сльози падали на землю і зникали, а через мить на очах у здивованих фракійців з'явились рослини, кулеподібної, як голова, форми, яких ніхто ще не бачив і не знав.
Поважали капусту всі стародавні народи. Єгиптяни, наприклад, подавали її в незвичному для нас вигляді — в кінці обіду, як десерт. Про капусту згадує Аристотель у своїх комедіях, які були написані у 425 р. до н. е. Піфагор стверджував, що довгими роками життя зобов'язаний саме вживанню великої кількості капусти. А Олександр Македонський наполягав, щоб його військові командири, які мали надмірну вагу, кожен день на обід їли салат зі свіжого капустяного листя.
Слов'янські південні племена дізнались про капусту від греко-римських колоністів, які на той час жили у Криму і почали активно її використовувати як у харчовому раціоні, так і у лікуванні.

## Характеристика
За тривалістю вегетаційного періоду (від появи сходів до настання технічної стиглості) сорти капусти поділяють на: ранньостиглі (вегетаційний період 110–130 днів);
сереньостиглі (130–145 днів);
сереньопізні (145–160);
пізньостиглі (160–180 днів) при розсадному вирощуванні.
При безрозсадному вирощуванні вегетаційний період скорочується на 10–15 днів. Крім того, слід враховувати, що тривалість вегетаційного періоду залежить від погодних умов року та агротехніки.
Ранні сорти вирощують для одержання врожаю в кінці весни — на початку літа, середні — в другій половині літа, а пізні — восени для споживання у свіжому вигляді, для переробки і зберігання.

## Біологічна характеристика капусти білоголової
В перший рік життя рослини формується головка (або качан), що являє собою своєрідну бруньку, що розрослась на стеблі. Головка може бути колоподібна або приплюснута. Далі стебло росте до 20 см у висоту, потовщується та утворює кочеригу. Нижні листки утворюють прикореневу розетку, мають світло- або темно-зелений колір.
На другий рік виростає міцне головне стебло до 1,5 м висотою з численними боковими гілками, на яких розквітають жовті квітки (іноді вони бувають білі або кремові). Плід капуста має — стручок, довжиною 5–15 см. Насіння колоподібне, темно-бурого або чорного кольору, до 2 см в діаметрі.

## Вирощування капусти
Капуста білоголова — холодостійка, світлолюбива рослина. Спеку переносить погано. Оптимальна температура для її росту і розвитку 15–20 °C. При температурі 25 °C головка може розтріскатись, а вище 30 °C помітно пригнічується ріст та розвиток рослини. Надто низька температура повітря та ґрунту також погано впливає на розвиток капусти. Вже при 15 °C рослина може зацвісти в перший рік життя.
Спосіб посадки капуста має два види — розсадний та насінням. Ґрунт повинен мати нейтральну реакцію 6,5–7,5 pH. Вибаглива до вологості ґрунту та повітря. Не переносить перезволоження. Добре росте капуста після багаторічних трав, огірків, картоплі, бобових. За сезон потрібно провести дві–три підкормки сумішшю мінеральних та органічних добрив:
- через 20 днів після висадки використовують рідкий коров'ячий гній (0,5 л на 10 л води) або суміш з подвійного суперфосфату (60 г), сульфату амонію (30 г), золи деревини (200 г) — на 10 л води, норма поливу — 0,5 л розчину на 1 рослину;
- через 10 днів після першого удобрювання — коров'ячого гною (0,5 л), 30 г азофоски, 15 г суміші мікродобрив — на 10 л води, норма — 1 л розчину на 1 рослину;
- через 10 днів після другої підгодовки — коров'ячого гною (0,5 л), 30 г суперфосфату, 15 г суміші мікродобрив — на 10 л води, норма витрати — 6–8 л розчину на 1 м² ґрунту.

Не слід висаджувати рослину після хрестоцвітних культур — редьки, редису, ріпи.
Збирання врожаю проводять у міру дозрівання головок. Оптимальна температура для зберігання капусти -1–0 °C. Вологість повітря 90–95°.
За термінами дозрівання капуста поділяється на:
- Ранньостиглі сорти — 90–120 днів після висадки;
- Середньостиглі сорти — 120–150 днів після висадки;
- Пізньостиглі сорти — 150–180 днів після висадки.

## Шкідники
У вегетативний період врожаю капусти завдають значного збитку шкідники. Найнебезпечніші — це вовчок звичайний, комарик черенковий, муха капустяна весняна, жуки-листоїди, слимаки. З ними потрібно вести своєчасну та ефективну боротьбу.

## Харчова цінність
Капуста здавна увійшла до нашого раціону харчування як повсякденна страва.
Листя капусти білоголової на 80 % складається з води. Інші 20 % містять азотисті речовини, жири, вуглеводи, лізоцим, цукри, пектин, клітковину, органічні кислоти, фітонциди. Також капуста містить велику кількість вітамінів. Це каротин (провітамін А), фолієва кислота, вітаміни групи В (B1, В2, В6), РР, Е, Р, К, вітамін U (противиразковий фактор). А за вмістом аскорбінової кислоти капуста може змагатись з лимонами та апельсинами. І, що дуже важливо, в пізньостиглих сортах вітамін C зберігається майже всю зиму. Окрім цього капуста містить і цілий комплекс мікроелементів — кальцію, заліза, магнію, фосфору та особливо багато калію.
Страв з капусти можна приготувати безліч. Національна кухня будь-якого народу може похвалитись стравою з капусти. Це українські борщі, вареники з капустою, російські овочеві супи, щі, солянки; білоруський бігос — капуста, тушкована з м'ясом, ковбасою, томатом; мхалі капустяний з грузинської кухні. А також кулеб'яки, різноманітні салати, капуста запечена, квашена, фарширована, пиріжки з капустою, капустяні котлети та зрази.

## Застосування капусти

### В народній медицині
Хімічний склад капусти, окрім харчової цінності обумовлює її лікувальні властивості. Ще римський поет Катон писав: «Капуста — овоч, який поєднує в собі всі харчові та цілющі властивості в пропорції, яка сприяє здоров'ю». У народній медицині разом з листям капусти застосовують капустяний сік, який містить всі поживні речовини свіжої капусти. Склянка соку фреш, (при умові його регулярного вживання), стимулює енергетичний обмін, має загальнозміцнюючу, жовчогінну дію, виводить холестерин з організму та токсини і шлаки з кишечнику. Перевага соку — це швидкість засвоєння. Вже через годину він перетравлюється, що сприяє розвантаженню органів травлення. З двох кілограмів капусти виходить один літр соку.
Страви з капусти та капустяний сік обов'язково слід включати в раціон харчування хворим на цукровий діабет, атеросклероз, закрепи, бронхіти, трахеїти. Салати зі свіжого листя капусти входять в дієтичне меню людей, які мають ожиріння, тому що капуста містить малу кількість вуглеводів, має низьку калорійність, в її хімічний склад входить тартронова кислота, яка гальмує перехід вуглеводів в жири, та калій, який виводить з організму надлишок рідини.
Зі свіжого листя капусти також можна робити компреси. Вони допомагають в лікуванні опіків, трофічних виразок, синців, гематом, головного болю, знімають ревматичний біль у суглобах.

### В офіційній медицині
Противиразкову дію капусти підтвердила офіційна наукова медицина. Метилметіонін (вітамін U), який виявили в капустяному соку — ефективна противиразкова сполука. Він стимулює процес загоєння травмованої слизової оболонки шлунково-кишкового тракту. Сьогодні цю сполуку отримують синтетичним шляхом та застосовують для лікування виразкової хвороби шлунка та 12-ти палої кишки, хронічному гастриті, екземі, псоріазі, нейродерміті. Але як показали дослідження, вживання свіжого соку дає результат швидше, аніж прийом синтетичного метилметіоніну.

### В косметології
Регулярні косметичні процедури у вигляді масок значно покращують пружність і колір шкіри обличчя та стан волосся.
- Маска для сухої шкіри обличчя: 1 склянку подрібненого листя свіжої капусти зварити в 0,5 склянки молока. Збити до однорідної маси, нанести на обличчя та шию на 10–15 хвилин. Змити прохолодною водою.
- Маска для обличчя проти пігментних плям: шкіру обличчя протерти оливковою олією чи олією жожоби, потім нанести подрібнене в блендері листя свіжої капусти на 10–15 хвилин. Змити теплою водою.
- Маска для тонкого посіченого волосся: зробити суміш з соку свіжої капусти — 2 частини, соку цибулі — 1 частина, рицинової олії — 1 частина. Нанести на шкіру голови, енергійно її помасажувати та обгорнути теплим рушником на 1–1,5 год. Потім змити. Маску робити 1–2 рази на тиждень протягом двох місяців.